# 케이프로

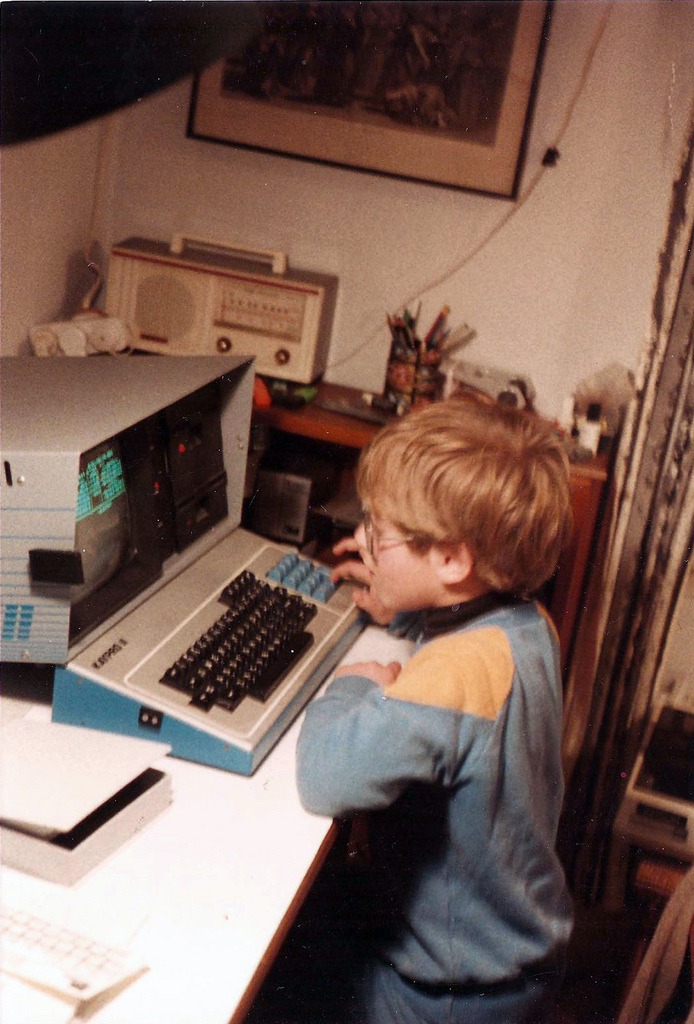
케이프로 II를 사용 중인 한 소년. (1984년)

케이프로(Kaypro) 또는 케이프로 코퍼레이션(Kaypro Corporation)은 1980년대 솔라나비치에 본사를 둔 미국의 가정용 및 개인용 컴퓨터 제조업체였다. 이 회사는 인기 있는 오스본 1(Osborne 1) 휴대용 마이크로컴퓨터와 경쟁하기 위해 NLS(Non-Linear Systems)에 의해 설립되었다. 케이프로는 경쟁사를 대체하고 빠르게 1980년대 초 가장 많이 팔린 개인용 컴퓨터 라인 중 하나가 된 광범위한 소프트웨어 번들과 함께 판매되는 견고하고 "휴대용" CP/M 기반 컴퓨터 제품군을 생산했다.
케이프로는 원래 고객 기반에 매우 충실했지만 변화하는 컴퓨터 시장과 IBM PC 호환 기술의 출현에 적응하는 데 시간이 걸렸다. 10년이 지나기 전에 주류에서 사라졌으며 결국 1992년에 파산하게 되었다.